# Mandinga
Mandinga är ett rumänskt popband från Bukarest.

## Karriär

### Tidiga åren
Bandet består av sju musiker från både Rumänien och Kuba. Bandet bildades år 2002 och släppte fyra studioalbum mellan år 2003 och 2008.
Elena Gheorghe var bandets sångerska fram till år 2005. Nästa år tog Elena Ionescu över rollen som sångerska. År 2005 deltog bandet i Rumäniens uttagning till Eurovision Song Contest 2005 med låten "Soarele meu" men slutade på fjärde plats.

### Eurovision 2012
Gruppen representerade Rumänien vid Eurovision Song Contest 2012 i Baku, Azerbajdzjan, med låten "Zaleilah" efter att ha vunnit den nationella finalen den 10 mars 2012. Gruppen deltog i den första semifinalen, den 22 maj 2012. Där tog de sig vidare till finalen som hölls den 26 maj. I finalen hamnade de på 12:e plats med 71 poäng.

### Fortsatt karriär
Den 31 maj 2012 gav de ut sitt femte studioalbum Club de Mandinga, detta fem dagar efter finalen av Eurovision Song Contest.
I januari 2013 började gruppen göra reklam för sig själva i Latinamerika och deras ESC-bidrag "Zaleilah" började spelas på radiostationer i regionen. Gruppen besökte bland annat Kuba där de framträdde med låten live på en av de största TV-kanalerna.

## Diskografi

### Album
- 2003 - ...de corazón
- 2005 - Soarele meu
- 2006 - Gózalo!
- 2008 - Donde
- 2012 - Club de Mandinga